# Gobiesox potamius
Gobiesox potamius — вид риб родини Присоскоперові (Gobiesocidae).

## Поширення
Вид поширений у Центральній Америці у річках тихоокеанського басейну. 

## Опис
Риба сягає завдовжки до 8 см.

## Спосіб життя
Живиться ракоподібними та водними комахами.